# Frechjoch
Das Frechjoch ist ein 1788 m ü. A. hoher Gipfel im Mangfallgebirge in Tirol.

## Topographie
Das mit Gipfelkreuz versehene Frechjoch ist die höchste Erhebung im Veitsbergkamm, einem dem Sonnwendjochkamm südlich vorgelagertem niedrigerem Gebirgszug. Von diesem ist der durch den Sattel der Ackernalm getrennt, bzw. weiter östlich durch das Stallenbachtal. Das Frechjoch selbst ist als Bergwanderung am einfachsten von der Ackernalm aus erreichbar.